# Padska nižina
Padska nižina ali Padska dolina (italijansko Pianura Padana ali Val Padana) je obsežno nižavje na severu Apeninskega polotoka v Italiji, po katerem teče reka Pad s pritoki. Razteza se v smeri od zahoda proti vzhodu od zahodnih Alp do Jadranskega morja in meri 46.000 km²; ta številka vključuje tudi Benečijo, ki sicer ni del porečja Pada, vendar tvori povezano ravan, ki se na vzhodu zaključi s Furlansko nižino, zato jo običajno obravnavamo skupaj. Nižino na severu in zahodu omejujejo Alpe, na vzhodu Jadransko morje, na jugu pa Apenini.
Geološko je Padska nižina z naplavinami zasut sistem starodavnih kanjonov, ki so ostali ob trku afriške in evrazijske tektonske plošče. Naplavine izvirajo večinoma iz geološko starejših Apeninov, deloma pa tudi iz Alp. Podnebje je vlažno subtropsko in v manjšem delu kontinentalno.
Območje je gosto poseljeno. Zaradi rodovitne prsti je posebej v južnem delu razvito intenzivno kmetijstvo, severnejši del pa je znan po industrijskih središčih, kot sta največji mesti Padske nižine, Torino in Milano. Je gospodarsko najrazvitejša italijanska regija. Obsega ozemlje italijanskih dežel Piemont, Lombardija, Emilija - Romanja in Benečija.